# Aléxandros Paschalákis
Aléxandros Paschalákis (en grec moderne : Αλέξανδρος Πασχαλάκης), né le 28 juillet 1989 à Athènes, est un footballeur grec qui évolue au poste de gardien de but à l'Olympiakos.

## Biographie

### En club
Il commence à jouer au football à Terpsithea. Il fait partie de l'équipe de jeunes de l'Athènes FC pendant un an, puis de l'équipe de jeunes de l'Olympiakos pendant deux ans (2003-2005).
Il signe pour le Levadiakos à l'été 2008. Il signe pour le PAEEK à l'été 2012. Akhisar est intéressé mais il ne voulait pas y déménager.
Le 26 janvier 2016, il signe pour le PAS Giannina pour remplacer le transfert de Márkos Vellídis au PAOK.
Le 7 août 2017, il signe un contrat d'un an avec PAOK pour un montant non divulgué. Un jour plus tard, il renouvele son contrat avec le club jusqu'à l'été 2020.
Le 8 août 2018, il sauvait le penalty de Quincy Promes en seconde période lors d'une victoire 3-2 à domicile lors du troisième tour de qualification de la Ligue des champions, match aller contre le Spartak Moscou, aidant son équipe pour maintenir la victoire.

### En sélection nationale
Le 5 octobre 2018, Michael Skibbe est appelé Paschalákis pour les matches de la ligue des nations 2019 contre Hongrie et Finlande dans la Ligue des Nations de l'UEFA.
Le 30 mai 2019, il fait ses débuts lors d'une défaite 2-1 match amical à l'extérieur contre Turquie.